# Silvan Hefti
Pour les articles homonymes, voir Hefti.
Silvan Hefti, né le 25 octobre 1997 à Rorschach, est un footballeur suisse qui évolue au poste de latéral droit au Hambourg SV.

## Carrière

### En club

#### FC Saint-Gall (2015-2020)
Silvan Hefti joue son premier match avec le FC Saint-Gall lors du championnat, le 12 septembre 2015 contre le FC Bâle. Il prolonge son contrat jusqu'en 2020 en septembre 2016.
Il est annoncé qu'il quitte son club formateur en septembre 2020 pour rejoindre le Champion de Suisse, BSC Young-Boys.

#### BSC Young Boys (2020-2022)
En 2020, il quitte le FC Saint-Gall pour rejoindre le club de la capitale : le BSC Young-Boys.
Il joue son premier match durant un match amical, en septembre 2020.
En janvier 2022, il est annoncé qu'il quitte le club pour l'Italie. Il fait officiellement ses adieux lors du match YB - FC Lugano le 31 janvier 2022.

#### Genoa CFC (2022-2024)
Le 3 janvier 2022, il part des Young-Boys pour le Genoa CFC,. Il rejoint donc la Serie A.
Il fait ses débuts sous le maillot du Genoa trois jours après l'officialisation de son transfert lors du match Sassuolo - Genoa (score final 1-1).

##### Prêt au Montpellier HSC (2024)
Le 2 janvier 2024, il est prêté par le Genoa CFC au Montpellier HSC pendant 6 mois avec une option d'achat,.
Deux jours après, il effectue ses premiers entraînement au club.
Quelques jours plus tard, il est désigné joueur du match lors du match contre Amiens.

#### Hambourg SV (depuis 2024)
En août 2024, il quitte l'Italie pour rejoindre l'Allemagne et le Hambourg SV qui évolue en 2. Bundesliga,. Il y rejoint et jouera avec un autre joueur suisse Miro Muheim.

## Statistiques
| Saison                | Club                  | Championnat           | Championnat | Championnat | Coupe(s) nationale(s) | Coupe(s) nationale(s) | Compétition(s) continentale(s) | Compétition(s) continentale(s) | Compétition(s) continentale(s) | Total | Total |
| Saison                | Club                  | Division              | M.          | B.          | M.                    | B.                    | Comp.                          | M.                             | B.                             | M.    | B.    |
| 2015-2016             | FC Saint-Gall         | Super League          | 23          | 0           | 2                     | 0                     | -                              | -                              | -                              | 25    | 0     |
| 2016-2017             | FC Saint-Gall         | Super League          | 33          | 0           | 3                     | 0                     | -                              | -                              | -                              | 36    | 0     |
| 2017-2018             | FC Saint-Gall         | Super League          | 30          | 0           | 4                     | 0                     | -                              | -                              | -                              | 34    | 0     |
| 2018-2019             | FC Saint-Gall         | Super League          | 35          | 1           | 3                     | 0                     | C3                             | 2                              | 1                              | 40    | 2     |
| Total sur la carrière | Total sur la carrière | Total sur la carrière | 121         | 1           | 12                    | 0                     | -                              | 2                              | 1                              | 135   | 2     |